# Třídní boj
Třídní boj je označení pro projev napětí a násilí mezi třídami používané socialisty. Karl Marx a Friedrich Engels o něm ve svém Komunistickém manifestu napsali: „Dějiny všech dosavadních společností jsou dějinami třídních bojů.“ Třídami Marx nemyslel sociální třídy, ale ekonomické, které definoval na základě vztahu k výrobním prostředkům. Rozlišoval tak dvě základní třídy, dělnický a rolnický proletariát (pracující) a buržoazii (kapitalisty). Mimo ně uznával existenci dalších tříd, jako je např. kněžstvo, a také definoval sociální skupiny patřící do určitých tříd, ale vytvářející v nich zvláštní celek, což je například maloburžoazie (lidé, kteří pracují sami pro sebe, typicky vlastníci obchodů), inteligence nebo lumpenproletariát (vyvrhelové společnosti). Tvrdil ale, že všechny tyto třídy a skupiny s postupem času zaniknou.
Vladimir Iljič Lenin pak definoval třídy takto: „Třídy jsou velké skupiny lidí, které se navzájem liší svým místem v historicky určitém systému společenské výroby, svým vztahem (většinou zajištěným a vytčeným v zákonech) k výrobním prostředkům, svou úlohou ve společenské organizaci práce, a tudíž způsoby nabývání a velikosti onoho dílu společenského bohatství, jímž disponují. Třídy, to jsou takové skupiny lidí, z nichž jedna si může přivlastňovat práci druhé, neboť zaujímá rozdílné místo v určité soustavě společenského hospodářství.“

## Třída a rasa
Podle Michela Foucaulta bylo v devatenáctém století esencialistické pojetí „rasy“ začleněno rasisty, biology a eugeniky, kteří mu dali moderní význam „biologické rasy“, do koncepce „státního rasismu“. Na druhé straně marxisté transformovali zmínku o „rase“ či „rasovém boji“ do koncepce třídního boje. Podle Foucalta téma společenské války poskytuje spojující princip mezi třídním a rasovým bojem.